# Greenville Valley
Das Greenville Valley ist ein großes und hauptsächlich eisfreies Tal in der Convoy Range südlich des Gebirgskamms Elkhorn Ridge im ostantarktischen Viktorialand. Eine kurze Seitenzunge des Northwind-Gletschers fließt in westlicher Richtung zum Eingang des Tals. Am Kopfende existiert ein Durchbruch zum benachbarten Merrell Valley.
Die neuseeländische Nordgruppe der Commonwealth Trans-Antarctic Expedition (1955–1958) erforschte das Tal im Jahr 1957 und benannte es nach der USNS Greenville Victory, einem Frachtschiff der US-Verbände im McMurdo-Sund von 1956 bis 1957.